# Идайнш
Идайнш (порт. Idães)  —  район (фрегезия) в Португалии,  входит в округ Порту. Является составной частью муниципалитета  Фелгейраш. По старому административному делению входил в провинцию Дору-Литорал. Входит в экономико-статистический  субрегион Тамега, который входит в Северный регион. Население составляет 2505 человек на 2001 год. Занимает площадь 7,25 км².